# Harry Gordon Selfridge
Harry Gordon Selfridge, Sr. (Ripon, 11 gennaio 1858 – Londra, 8 maggio 1947) è stato un imprenditore statunitense naturalizzato britannico, magnate della vendita al dettaglio.
Conosciuto come il Conte di Oxford Street, è il fondatore dei grandi magazzini Selfridges con sede a Londra. I suoi 20 anni alla guida dei Selfridges lo hanno portato a diventare uno dei magnati del commercio al dettaglio più rispettati e ricchi del Regno Unito.

## Biografia
Nato a Ripon, nel Wisconsin, e cresciuto a Jackson, nel Michigan, già all'età di 10 anni Selfridge contribuiva al reddito famigliare consegnando giornali. A 14 anni, nel 1872, lasciò la scuola quando trovò lavoro in una banca a Jackson. Selfridge alla fine ottenne una posizione di magazziniere presso i grandi magazzini Marshall Field's a Chicago, dove rimase per venticinque anni arrivando a diventarne socio. Nel 1890 sposò la ricca Rose Buckingham che proveniva da un'importante famiglia di Chicago.
Nel 1906, in seguito a un viaggio a Londra, Selfridge investì 400 000 sterline per costruire un nuovo grande magazzino in quella che allora era l'estremità occidentale fuori moda di Oxford Street. Selfridges, in Oxford Street, fu aperta al pubblico il 15 marzo 1909 e Selfridge rimase presidente fino al 1941. 
Morì a Londra nel 1947 all'età di 89 anni.